# Манілов Валерій Леонідович
Валерій Леонідович Манілов (рос. Валерий Леонидович Манилов, 10 січня 1939, Тульчин — 1 липня 2023, Москва) — радянський та російський воєначальник. Перший заступник начальника Генерального штабу Збройних Сил Російської Федерації (1996—2001), генерал-полковник.

## Кар'єра

### Військова служба
У 1962 році закінчив Одеське вище загальновійськове командне училище.
Починав службу в Південній групі Радянських військ (Угорщина) командиром розвідвзводу.
Після переведення до Забайкальського військового округу працював у окружній газеті «На бойовому посту».
З 1972 року працював у газеті «Червона зірка». 1976 року закінчив Військово-політичну академію ім. В. І. Леніна та став заступником редактора газети.
З 1978 року працював в апараті Міністерства оборони СРСР на посадах референта, заступника начальника та начальника референтури міністра. У 1985 році закінчив Академію Генерального штабу Збройних Сил СРСР.
У 1989—1992 роках — начальник прес-центру, потім — Управління інформації Міністерства оборони СРСР. У 1992 році — начальник Управління інформації Об'єднаних Збройних Сил СНД. У 1992—1993 роках — прес-секретар Головнокомандувача ОЗС СНД Євгена Шапошнікова.
З липня 1993 року — помічник секретаря Ради Безпеки РФ, з жовтня 1993 по вересень 1996 — заступник секретаря Ради Безпеки РФ. Дійсний державний радник Російської Федерації 1-го класу (1996).
З вересня 1996 по червень 2001 року — перший заступник начальника Генерального штабу Збройних Сил РФ, в останні роки на посаді першого заступника Генерального штабу керував пропагандистським забезпеченням дій федеральних сил в Чечні.
У червні 2001 року указом Президента РФ був відправлений у відставку та звільнений зі Збройних Сил за віком.

### Цивільна служба
Кандидат філософських наук, доктор політичних наук. Академік Академії військових наук (1996). Академік РАПН та Міжнародної академії інформатизації.
2000 року став президентом Академії проблем геополітики та безпеки. Член Ради із зовнішньої та оборонної політики (СВОП).
Представник у Раді Федерації Федеральних Зборів РФ від адміністрації Приморського краю із серпня 2001 до 28 січня 2004 року, перший заступник голови Комітету з оборони та безпеки, член Комісії з контролю за забезпеченням діяльності Ради Федерації, член Комісії з методології реалізації конституційних повноважень Ради Федерації, член Комісії з інформаційної політики.
Помер 1 липня 2023 року в Москві на 85-му році життя після тяжкої тривалої хвороби. Похований 3 липня на Федеральному військовому меморіалі «Пантеон захисників Вітчизни».

## Нагороди
Нагороджений орденами та медалями СРСР та РФ. Нагороджений орденом «За заслуги перед Батьківщиною» IV ступеня (2001), а також орденами «За військові заслуги», Червоної Зірки, «За службу Батьківщині у Збройних Силах СРСР» 3-го ступеня, медалями, кількома нагородами іноземних держав.
2001 року удостоєний вищої нагороди Фонду міжнародних премій — Ордену Миколи Чудотворця «За примноження добра на Землі».

## Родина
Народився в сім'ї учасника Другої світової війни, капітана-прикордонника Манілова Леоніда Яковича. Мати — Поліна Андріївна. У сім'ї було 8 дітей. Брат Олександр (нар. 1952) — генерал-полковник прикордонних військ .